# Plesioclytus relictus
Plesioclytus relictus är en skalbaggsart som beskrevs av Giesbert 1993. Plesioclytus relictus ingår i släktet Plesioclytus och familjen långhorningar. Inga underarter finns listade i Catalogue of Life.